# Conrad Vogt (Dichter)
Conrad Vogt (* 15. September 1634 in Nienburg/Weser; † 15. Mai 1691 in Königsberg) war ein deutscher Dichter.

## Leben
Vogt besuchte das Gymnasium in Bremen und studierte an der Universität Königsberg, wo er unter Johann Deutsch die Dissertation philosophica, de felicitate practica, seu de summo hominis bono civili. (Königsberg 1660) verfasste und am 21. September 1662 den akademischen Grad eines Magisters der philosophischen Wissenschaften erwarb. 1663 wurde er Konrektor der Domschule in Königsberg und 1665 Prorektor ebenda.
Nachdem man ihm an der Königsberger Hochschule ein akademisches Lehramt in Aussicht gestellt hatte, absolvierte er eine Bildungsreise, die ihn nach Dänemark, in die Niederlande und nach England führte. Zurückgekehrt nach Königsberg, übernahm er 1669 die Professur der praktischen Philosophie und hielt Vorlesungen zur Politik und Ethik. 1679 wurde er Professor der Dichtkunst. Er beteiligte sich auch an den organisatorischen Aufgaben der Königsberger Hochschule und war im Sommersemester 1686 Rektor der Alma Mater.
Vogt war mit Dorothea (* 1602; † 15. September 1683), Tochter des Ratsherrn in Löbenicht Friedrich Schnürlein und dessen Frau Katharina Kroll, verheiratet.

## Werke
- Disputatio politica de origine rerumpublicarum naturali, quarum prima imperium unius est. Königsberg 1669.
- Dissertatio politica de republica in genere. Königsberg 1671.
- Disputationum politicarum, prima de instrumentis & ornamentis felicitatis practicae, ex Lib. I. Eth. cap. 8. Königsberg 1672.
- Disputationum politicarum, secunda de instrumentis felicitatis practicae,ex Lib. I. Eth. 8. cap. Königsberg 1673.
- Disputationum politicarum, tertia & ultima. De ornamentis felicitatis practicae, ex Lib. I. Eth. cap. 8. Königsberg 1673.
- Disputatio politica de dispensatione. Königsberg 1677.
- Disputatio de poetis et poetica. Königsberg 1682.

Nicht nachgewiesene Werke
- Disp. de origine rerumpublicarum naturali.
- Instrumentis et ornamentis felicitatis practicae.